# Bulbuente
Bulbuente – gmina w Hiszpanii, w prowincji Saragossa, w Aragonii, o powierzchni 25,44 km². W 2011 roku gmina liczyła 235 mieszkańców.